# Siphonapertinae
Siphonapertinae era una subfamilia de foraminíferos bentónicos incluida en la familia Hauerinidae, de la superfamilia Milioloidea, del suborden Miliolina y del orden Miliolida. Actualmente sus géneros son incluidos en diferentes familias de la Superfamilia Rzehakinoidea y del Orden Schlumbergerinida. Su rango cronoestratigráfico abarcaba desde el Eoceno hasta la Actualidad.

## Clasificación
Siphonapertinae incluía a los siguientes géneros:
- Agglutinella, ahora en la familia Rzehakinidae
- Ammosigmoilinella, ahora en la familia Sigmoilopsidae
- Ammomassilina, ahora en la familia Ammomassilinidae
- Dentostomina, ahora en la familia Rzehakinidae
- Pseudoflintina, ahora en la familia Ammoflintinidae
- Schlumbergerina, ahora en la familia Schlumbergerinidae
- Siphonaperta, ahora en la familia Rzehakinidae
- Spiroglutina, ahora en la familia Rzehakinidae